# Stockbridge Village
Stockbridge Village – wieś w Anglii, w hrabstwie ceremonialnym Merseyside, w dystrykcie metropolitalnym Knowsley. Leży 10 km na północny wschód od centrum Liverpool i 284 km na północny zachód od Londynu.